# The Dominoes
The Dominoes, ook bekend als Billy Ward & the Dominoes, was een Amerikaanse r&b-zanggroep.

## Geschiedenis
Billy Ward was een geschoolde zangleraar, die onder zijn leerlingen de leden van zijn groep koos: Clyde McPhatter, Charlie White, Joe Lamont en Bill Brown. The Dominoes wonnen een talentenjacht en stonden in november 1950 voor de eerste keer in de geluidsstudio. Ze werden derhalve door het net opgerichte King Records-dochterlabel Federal Records gecontracteerd, waarvoor de eerste single van het label Do Something For Me / Chicken Blues in december 1950 verscheen. In maart 1951 werd de single Sixty Minute Man / I Can't Escape From You uitgebracht, wiens A-kant heftige seksuele toespelingen bevatte. Ze ontwikkelde zich tot de eerste miljoenenseller van het nieuwe label en bereikte de toppositie van de r&b-hitlijst voor 14 achtereenvolgende weken. Dit nummer was een van de eerste r&b-hits, die zich ook plaatste in de pophitlijst met een 23e plaats en een notering van vier weken.
In 1951 verlieten White en Brown de groep en werden vervangen door James Van Loan en David McNeil. In april 1952 hadden The Dominoes een verdere nummer 1-hit met Have Mercy Baby.
In 1953 verliet McPhatter de groep en richtte The Drifters op. Ward contracteerde Jackie Wilson als nieuwe leadzanger. Er volgden verdere mutaties en de groep wisselde vervolgens meerdere keren tussen Federal Records en het moederlabel King Records, totdat ze in juni 1956 uiteindelijk kozen voor Decca Records. De laatste hit van The Dominoes was echter al in april 1957 verschenen bij Liberty Records. De klassieker Stardust was de beste crossover van de Dominoes met een 5e plaats in de r&b-hitlijst en een 12e plaats in de pophitlijst. Hier zong echter niet meer Jackie Wilson, maar Eugene Mumford als diens vervanger, want Wilson had de groep reeds in 1956 verlaten ten gunste van een solocarrière. Aansluitend hield de groep zich nog tot 1965 staande, echter zonder grotere successen.

## Discografie

### Singles
Federal Records
- 1950: Chicken Blues / Do Something For Me
- 1951: No! Says My Heart / Harbor Lights
- 1951: The Deacon Moves In / Other Lips, Other Arms (B-kant: Little Esther)
- 1951: Sixty Minute Man / I Can't Escape From You
- 1951: Heart To Heart / Lookin' For A Man (B-kant: Little Esther)
- 1951: Weeping Willow Blues / I Am With You
- 1952: That's What You're Doing To Me / When The Swallows Come Back To Capistrano
- 1952: Deep Sea Blues / Have Mercy Baby
- 1952: That's What You're Doing To Me / Love, Love, Love
- 1952: No Room / I'd Be Satisfied
- 1952: I'm Lonely / Yours Forever
- 1952: The Bells / Pedal Pushin' Papa
- 1953: Don't Leave Me This Way / These Foolish Things
- 1953: You Can't Keep A Good Man Down / Where Now Little Heart
- 1953: My Baby's 3-D / Until The Real Thing Comes Along
- 1954: Tootsie Roll / I'm Gonna Move To The Outskirts Of Town
- 1954: Handwriting On The Wall / One Moment With You
- 1954: Above Jacob's Ladder / Little Black Train
- 1955: Can't Do Sixty No More / If I Never Get To Heaven
- 1955: Cave Man / Love Me Now Or Let Me Go
- 1956: Bobby Sox Baby / How Long, How Long Blues
- 1957: One Moment With You / St. Louis Blues
- 1957: Love, Love, Love / Have Mercy Baby

King Records
- 1953: Rags To Riches / Don't Thank Me
- 1953: Ringing In A Brand New Year / Christmas In Heaven
- 1954: Tenderly / A Little Lie
- 1954: Lonesome Road / Three Coins In The Fountain
- 1954: Little Things Mean A Lot / I Really Don't Want To Know
- 1955: Learnin' The Blues / May I Never Love Again
- 1955: Give Me You / Over The Rainbow

Jubilee Records
- 1954: Gimme Gimme Gimme / Come To Me Baby
- 1955: Sweethearts On Parade / Take Me Back To Heaven

Decca Records
- 1956: St. Therese Of The Roses / Home Is Where You Hang Your Heart
- 1956: Will You Remember / Come On, Snake, Let's Crawl
- 1956: Half A Love / Evermore
- 1957: Rock Plymouth Rock / Til Kingdom Come
- 1957: I Don't Stand A Ghost Of A Chance / To Each His Own
- 1957: When the Saints Go Marching In / September Song

Liberty Records
- 1957: Stardust / Lucinda
- 1957: Deep Purple / Do It Again
- 1957: My Proudest Possession / Someone Greater Than I
- 1958: Sweeter As The Years Go By / Solitude
- 1958: Jennie Lee  842 / Music, Maestro, Please
- 1959: Please Don't Say No / Behave Hula Girl